# Turgut Gül
Turgut Gül (* 2. Januar 1991 in Adana) ist ein türkischer Fußballspieler.

## Karriere

### Verein
Gül kam im Yüreğir-Stadtteil von Adana auf die Welt und begann mit dem Vereinsfußball in der Jugend von Yüreğir Spor. 2005 wechselte er in die Jugend von Adana Demirspor und erhielt hier im April 2009 einen Profivertrag. Am Ende der Saison 2009/10 absolvierte er zwei Drittligaspiele für die Profimannschaft. Zum Sommer 2010 wechselte er als Amateurspieler zum Stadtrivalen Adanaspor, kam aber nach einer Saison und ohne Einsatz bei der Profimannschaft wieder zu Adana Demirspor. Am Ende der Saison 2011/12 erreichte er mit seiner Mannschaft den Play-off-Sieg der TFF 2. Lig und damit den direkten Aufstieg in die TFF 1. Lig. Gül saß während der Saison auf der Ersatzbank und hatte keinen Einsatz.

## Erfolg
- Adana Demirspor:
  - 2011/12 Play-off-Sieger der TFF 2. Lig
  - 2011/12 Aufstieg in die TFF 1. Lig